# Biporispora europaea
Biporispora europaea är en svampart som beskrevs av J.D. Rogers, Y.M. Ju & Cand. 1999. Biporispora europaea ingår i släktet Biporispora, ordningen kolkärnsvampar, klassen Sordariomycetes, divisionen sporsäcksvampar och riket svampar.   Inga underarter finns listade i Catalogue of Life.